# Lijst van kerken in Veere
Deze incomplete lijst bevat een overzicht van de kerkgebouwen in de Zeeuwse gemeente Veere. Noodkerken en vergelijkbare tijdelijke onderkomens voor religieuze groepen zijn niet in deze lijst opgenomen. 
| Kerk                                           | Adres                      | Plaats             | Originele functie                                                                     | Huidige functie                                               | Bijzonderheden                                                   | Foto |
| ---------------------------------------------- | -------------------------- | ------------------ | ------------------------------------------------------------------------------------- | ------------------------------------------------------------- | ---------------------------------------------------------------- | ---- |
| Bethelkerk                                     | Noordstraat                | Westkapelle        | Gereformeerde Kerken in Nederland                                                     | Buiten gebruik sinds 2011, particulier woonhuis               | 1902; voormalige kazerne                                         |      |
| Catharinakerk                                  | Willibrordusplein 3        | Zoutelande         | Rooms-Katholieke Kerk                                                                 | Protestantse Kerk in Nederland                                | 1400 circa; Rijksmonument 36864                                  |      |
| Gereformeerde Gemeente                         | Prelaatweg 17              | Aagtekerke         | Gereformeerde Gemeenten                                                               | Gesloopt in 1969                                              | 1909; A. de Voogd                                                |      |
| Gereformeerde Gemeente                         | Prelaatweg 17              | Aagtekerke         | Gereformeerde Gemeenten                                                               | Onveranderd                                                   | 1970; Kraayeveld en S.P. Beekbergen                              |      |
| Gereformeerde Gemeente                         | Valkenburgstraat           | Meliskerke         | Gereformeerde Gemeenten                                                               | Gesloopt in 1977                                              | 1927                                                             |      |
| Gereformeerde Gemeente                         | Valkenburgstraat 25        | Meliskerke         | Gereformeerde Gemeenten                                                               | Onveranderd                                                   | 1976                                                             |      |
| Gereformeerde Gemeente                         | Noordweg 34                | Oostkapelle        | Gereformeerde Gemeenten                                                               | Gesloopt in 1987                                              | 1900                                                             |      |
| Gereformeerde Gemeente                         | Rookstraat 1               | Westkapelle        | Gereformeerde Gemeenten                                                               | Onveranderd                                                   | 1949; Hein Klarenbeek                                            |      |
| Gereformeerde Gemeente                         | Timmermanstraat 31         | Zoutelande         | Gereformeerde Gemeenten                                                               | Gesloopt in 1995                                              | 1946-1947; voormalige landbouwschuur                             |      |
| Gereformeerde kerk                             | Wijngaardstraat            | Domburg            | Gereformeerde Kerken in Nederland                                                     | Verwoest in 1944 door oorlogsgeweld                           | 1875                                                             |      |
| Gereformeerde kerk                             | Noordstraat 7              | Domburg            | Gereformeerde Kerken in Nederland                                                     | Buiten gebruik sinds 1992, particulier eigendom, kunstgalerij | 1949; Rothuizen en 't Hooft                                      |      |
| Gereformeerde kerk                             | Vriezenveenseweg 1         | Gapinge            | Gereformeerde Kerken in Nederland                                                     | Buiten gebruik sinds 1957                                     | 1902                                                             |      |
| Gereformeerde kerk                             | Jacob Catsstraat 7         | Grijpskerke        | Gereformeerde Kerken in Nederland                                                     | Gesloopt in 1966                                              | 1896                                                             |      |
| Gereformeerde kerk                             | Bergstraat                 | Meliskerke         | Gereformeerde Kerken in Nederland                                                     | Gesloopt in 1962                                              | 1916                                                             |      |
| Gereformeerde kerk                             | Brouwerijstraat 38b        | Oostkapelle        | Gereformeerde Kerken in Nederland                                                     | Buiten gebruik sinds 1922, woonhuis                           | 1908                                                             |      |
| Gereformeerde kerk                             | Brouwerijstraat 3          | Oostkapelle        | Gereformeerde Kerken in Nederland                                                     | Buiten gebruik sinds 1984, woonhuis                           | 1922                                                             |      |
| Gereformeerde kerk                             | Zandput 5                  | Serooskerke        | Gereformeerde Kerken in Nederland                                                     | Buiten gebruik sinds 1953, dorpshuis                          | 1891                                                             |      |
| Gereformeerde kerk                             | Kaai                       | Veere              | Gereformeerde Kerken in Nederland                                                     | Buiten gebruik sinds 1995, winkelruimte                       | 1905; Maas                                                       |      |
| Gereformeerde kerk                             | Fort den Haakweg 16        | Vrouwenpolder      | Gereformeerde Kerken in Nederland                                                     | Buiten gebruik sinds 2004, bed and breakfast sinds 2017       | 1953; Rothuizen                                                  |      |
| Nederlandse Gereformeerde kerk (Vrouwenpolder) | Schoolstraat               | Vrouwenpolder      | Gereformeerde Kerken in Nederland, Gereformeerde Kerken vrijgemaakt van 1945 tot 2023 | Nederlandse Gereformeerde Kerken sinds 2023                   | 1903; Guillaume                                                  |      |
| Grote Kerk                                     | Oudestraat 26              | Veere              | Rooms-Katholieke Kerk                                                                 | Culturele ruimte, eigendom van het Rijk                       | 15e eeuw; 36967                                                  |      |
| Hervormde kerk                                 | Dorpsplein 6               | Aagtekerke         | Rooms-Katholieke Kerk                                                                 | Protestantse Kerk in Nederland                                | 15e eeuw; schip gebouwd in 1625; Rijksmonument 28105             |      |
| Hervormde kerk                                 | Kerkplein 1                | Biggekerke         | Rooms-Katholieke Kerk                                                                 | Protestantse Kerk in Nederland                                | 1400 circa; Rijksmonument 36852                                  |      |
| Hervormde kerk                                 | Markt 8                    | Domburg            | Rooms-Katholieke Kerk                                                                 | Protestantse Kerk in Nederland                                | 1375 circa; 13203                                                |      |
| Hervormde kerk                                 | Zuidstraat                 | Westkapelle        | Nederlandse Hervormde Kerk                                                            | Verwoest in 1944 door oorlogsgeweld                           | 1834; Pieter Cornelis Bosdijk; Waterstaatskerk                   |      |
| Ichtuskerk                                     | Bergstraat 34              | Meliskerke         | Gereformeerde Kerken in Nederland                                                     | Gesloopt in 2013                                              | 1962; Steen en Tuinhof                                           |      |
| Immanuëlkerk                                   | Tramstraat 31              | Koudekerke         | Gereformeerde Kerken in Nederland                                                     | Buiten gebruik sinds 2006, school en kinderopvang sinds 2009  | 1887; ingrijpend verbouwd in 1963                                |      |
| Sint-Janskerk                                  |                            | Sint Janskerke     | Rooms-Katholieke Kerk                                                                 | Verwoest in 1572-1574                                         |                                                                  |      |
| Johanneskerk                                   | Noordweg 3                 | Serooskerke        | Rooms-Katholieke Kerk                                                                 | Protestantse Kerk in Nederland                                | 15e eeuw; Rijksmonument 37028                                    |      |
| Kapel van Hoogelande                           | Hogelandseweg 1            | Hoogelande         | Rooms-Katholieke Kerk                                                                 | Verwoest in 1572, koor herbouwd in 1965                       | 15e eeuw; Rijksmonument 28112                                    |      |
| Kerk van Buttinge                              | Middelburgseweg 17         | Buttinge           | Rooms-Katholieke Kerk                                                                 | Verwoest in 1572-1574                                         |                                                                  |      |
| Kerk van Poppekerke                            |                            | Poppekerke         | Rooms-Katholieke Kerk                                                                 | Verwoest in 1572-1574                                         |                                                                  |      |
| Kerk van Schellach                             |                            | Schellach          | Rooms-Katholieke Kerk                                                                 | Verwoest in 1572-1574                                         |                                                                  |      |
| Kerk van Werendijke                            |                            | Werendijke         | Rooms-Katholieke Kerk                                                                 | Verwoest in 1572-1574                                         |                                                                  |      |
| Kleine kerk                                    | Oudestraat 26              | Veere              | Rooms-Katholieke Kerk                                                                 | Protestantse Kerk in Nederland                                | 15e eeuw; afgezonderd koor van de Grote kerk                     |      |
| Maranathakerk                                  | Koestraat                  | Westkapelle        | Vrije Evangelische Gemeenten                                                          | Onveranderd                                                   | 1977; voormalig woonhuis met schuur                              |      |
| Mariakerk (Torenkerk)                          | Dorpsstraat 25             | Gapinge            | Rooms-Katholieke Kerk                                                                 | Protestantse Kerk in Nederland                                | 15e eeuw; Rijksmonument 37011                                    |      |
| Sint-Mariakerk                                 |                            | Krommenhoeke       | Rooms-Katholieke Kerk                                                                 | Verwoest in 1572-1574                                         |                                                                  |      |
| Sint-Mariakerk                                 |                            | Mariekerke (Veere) | Rooms-Katholieke Kerk                                                                 | Verwoest in 1572-1574                                         |                                                                  |      |
| Michaëlskerk                                   | Dorpslein 1                | Koudekerke         | Rooms-Katholieke Kerk                                                                 | Protestantse Kerk in Nederland                                | 1650 circa; Rijksmonument 36861                                  |      |
| Michaëlskerk                                   | Kerkring 26                | Grijpskerke        | Rooms-Katholieke Kerk                                                                 | Protestantse Kerk in Nederland                                | 14e en 15e eeuw; 28113                                           |      |
| Moriakerk                                      | Markt 67                   | Westkapelle        | Nederlandse Hervormde Kerk                                                            | Protestantse Kerk in Nederland                                | 1950-1952; J.F. Berghoef en Hein Klarenbeek                      |      |
| Mozaïekkerk                                    | Dorpstraat 7               | Gapinge            | Gereformeerde Kerken in Nederland                                                     | Buiten gebruik sinds 2010, particulier eigendom               | 1957; Steen en Tuinhof                                           |      |
| Sint-Nicolaaskerk                              |                            | Boudewijnskerke    | Rooms-Katholieke Kerk                                                                 | Verwoest in 1572-1574                                         |                                                                  |      |
| Odulphuskerk                                   | Torenstraat 8              | Meliskerke         | Rooms-Katholieke Kerk                                                                 | Protestantse Kerk in Nederland                                | 1400 circa; Rijksmonument 28118                                  |      |
| Onze-Lieve-Vrouwe-ter-Sneeuwkapel              | Kaai                       | Veere              | Rooms-Katholieke Kerk                                                                 | Buiten gebruik sinds 1966                                     | 1912; J.A. Marée                                                 |      |
| Opstandingskerk                                | Jacob Catsstraat 7         | Grijpskerke        | Gereformeerde Kerken in Nederland                                                     | Protestantse Kerk in Nederland                                | 1967; Steen en Tuinhof                                           |      |
| Pelgrimskerk                                   | Fort den Haakweg 2         | Vrouwenpolder      | Rooms-Katholieke Kerk                                                                 | Protestantse Kerk in Nederland                                | 1325 circa; na verwoesting herbouwd in 1623; Rijksmonument 37009 |      |
| Petruskerk (Het Kruispunt)                     | Dominee van Wouwestraat 41 | Serooskerke        | Gereformeerde Kerken in Nederland                                                     | Protestantse Kerk in Nederland                                | 1953; H. Elderling                                               |      |
| Sint-Pieterskerk                               |                            | Poppendamme        | Rooms-Katholieke Kerk                                                                 | Verwoest in 1572-1574                                         |                                                                  |      |
| Sint-Pieterskerk                               |                            | Zanddijk           | Rooms-Katholieke Kerk                                                                 | Verwoest in 1572-1574                                         | 14e eeuw                                                         |      |
| Saronkerk                                      | Noordweg 34                | Oostkapelle        | Gereformeerde Gemeenten                                                               | Onveranderd                                                   | 1987; J. Fierloos                                                |      |
| Toeristenkerk Sint-Catharina                   | Bosweg 50                  | Zoutelande         | Rooms-Katholieke Kerk                                                                 | Buiten gebruik sinds 2021                                     | 1959; C.M. van Moorsel                                           |      |
| Toeristenkerk Emmaus                           | Houtenhandlaan 6           | Dishoek            | Rooms-Katholieke Kerk                                                                 | Onveranderd                                                   | 1964; J.C.P. Loonen                                              |      |
| Toeristenkerk Sint-Gabriël                     | Bazienstraat 4             | Westkapelle        | Rooms-Katholieke Kerk                                                                 | Buiten gebruik                                                | 1963-1964; J.C.P. Loonen                                         |      |
| Toeristenkerk Onze-Lieve-Vrouw-van-den-Polder  | Fort den Haakweg 44        | Vrouwenpolder      | Rooms-Katholieke Kerk                                                                 | Buiten gebruik sinds 2021                                     | 1964-1967 circa                                                  |      |
| Willibrordkerk                                 | Waterstraat 2              | Oostkapelle        | Rooms-Katholieke Kerk                                                                 | Protestantse Kerk in Nederland                                | 1400 circa; Rijksmonument 42167                                  |      |
| Willibrordkerk                                 |                            | Westkapelle        | Rooms-Katholieke Kerk                                                                 | In 1458 afgebroken                                            | 1000-1050 circa;                                                 |      |
| Sint-Willibrorduskapel                         | Badhuisweg 4               | Domburg            | Rooms-Katholieke Kerk                                                                 | Onveranderd, plannen tot buiten gebruik stelling in 2021      | 1932-1933; J. van Velsen                                         |      |
| Sint-Willibrorduskerk                          | Zuidstraat 1               | Westkapelle        | Rooms-Katholieke Kerk                                                                 | Verwoest in 1831 door brand, in 1834 gesloopt                 | 1458-1470; Rijksmonument 38855 (toren)                           |      |
| Zionskerk                                      | Duinweg 36a                | Oostkapelle        | Gereformeerde Kerken in Nederland                                                     | Protestantse Kerk in Nederland                                | 1984                                                             |      |